# Johanna Rasmussen
Johanna Rasmussen (ur. 2 lipca 1983) – duńska piłkarka, grająca na pozycji napastnika. Obecnie gra w Atlanta Beat, w lidze WPS. Jest reprezentantką swojego kraju. W reprezentacji zdobyła 15 goli w 81 spotkaniach.